# Pancalia leuwenhoekella
Pancalia leuwenhoekella — вид лускокрилих комах родини розкішних вузькокрилих молей (Cosmopterigidae).

## Поширення
Вид поширений в Європі, в Малій Азії, на Кавказі, в Середній Азії, в Сибіру, на Далекому Сході та в Японії. Присутній у фауні України.

## Опис
Розмах крил 10-12 мм.

## Спосіб життя
Метелики літають з квітня по червень. Личинки живляться різними видами фіалки (Viola). Спочатку вони мінують листове стебло утворюючи мінливі плями неправильної форми. Пізніше личинки харчуються луб'яними волокнами підземних частин рослини. Заляльковування відбувається в коконі з шовку і вкритого піском.